# Justitiarius
Justitiarius (afledt af latin justitia, der betyder "retfærdighed") er en betegnelse brugt om bestemte dommere og embedsfolk.
I middelalderen var justitiarius dommer ved Kongens Retterting, men desuden en tidlig betegnelse for Rigens kansler, der blandt andet ekspederede kongebreve. Før Retsplejelovens ikrafttræden i Danmark i 1919 var justitiarius en almindelig betegnelse for præsidenten i flere retsinstanser, som Højesteret.
I Norge bruges betegnelsen fortsat om formanden for Norges Høyesterett.